# 双数形

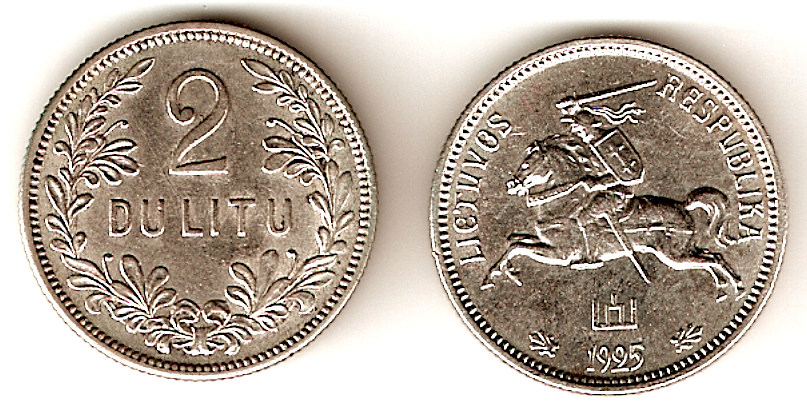
戦間期リトアニアで発行されていた2リタス硬貨。「DU LITU」と双数形で表記されている（現在の標準語では複数形で「du litai」）。

双数（そうすう、英: Dual）また両数（りょうすう）は、数の文法範疇をもつ印欧語やその他の言語において、2つのものを数える場合にとる形である。自然界には人間の目や耳など対をなすものが多く存在することから、まずこれらのものを表すために特別な形が設けられ、その後対をなさない2つのものにも使われるようになったと考えられる。
サンスクリット語や古代ギリシア語のような古い印欧語においては双数の形があったが、新しい印欧語には残っていない。一方、エスキモー語やアラビア語では現代でも使われている。

## 印欧語
印欧語では、一般に名詞は性、数、格の3つの属性を持ち、数と格によって形を変える。そのとき数について、言語によっては名詞が1つのものを表す単数形、名詞が2つのものを表す双数形、単数・双数を超えた（3つ以上）のものを表す複数形という3つのパターンがある。また双数形のない言語もある。

### 印欧祖語
インドアーリア語派（ヴェーダ語）、イラン語派（アヴェスタ語）、ギリシア語派（古代ギリシア語）、スラブ語派（古代教会スラブ語）などに双数形がある。偶然の一致とするには双数形を持つ言語が多いため、印欧祖語には名詞に双数形が存在し、ある言語では双数形が残り、ある言語では消えたと解釈されている。

### ギリシア語派
古典ギリシア語においては双数の文法範疇が存在しており、アッティカ方言では比較的よく保たれていたが、イオニア方言では早い段階から衰退していた。コイネー時代以降双数形は失われ、現代ギリシア語には双数形はない。

### イタリック語派
ラテン語をはじめイタリック語派では双数形はその名残りを持つ一部の語を除けば、古くから失われており、単数形と複数形しかない。

### ゲルマン語派
ゲルマン語派では古くは部分的に双数形が存在した。ゴート語では1・2人称代名詞に双数形があり、動詞にも双数形が存在した。西ゲルマン語と北ゲルマン語では人称代名詞に双数形が残るのみで、動詞には双数形はなくなっていた。時代がくだるとそれも失われ、現代語では基本的に双数形を持たない。

### バルト語派
リトアニア語においては標準語では廃語に近い状態であるが双数形がある。

### スラブ語派
古代教会スラブ語には双数の文法範疇が存在した。そのためスラブ祖語にも双数形が存在したと断定されている。その後時代がくだるうちに多くの地方で双数形が失われ、現代語ではスロベニア語とソルブ語のみ双数形を持つ。
ロシア語ухо「耳」око「目」の不規則な複数主格уши、очиは双数の名残である。

## ウラル語
ウラル語族の中にはサーミ語、およびサモイェード語派の言語では、人称代名詞、所有接辞、動詞の活用に双数形があり、ウラル祖語にも同様の双数形があったとみられている。

## セム語

### アラビア語
フスハーと呼ばれる古典アラビア語あるいは現代標準アラビア語（読み書きの文語アラビア語）には双数がありよく使われるが、アーンミーヤと呼ばれる口語アラビア語においては使用頻度は少なく、対を成す身体部分、あいさつの返答、短い時間を表すフレーズといった慣用表現が中心となっており、かつ文語の主格形ではなく属格・対格の語形が用いられている。
また2つの異なるものをまとめてその一方の双数形を用いて指す場合がある。「バーレーン」という国名もこの双数形の語形である。
主格
ـَانِ
非休止形発音：-āni（-アーニ）
休止形発音：-ān（-アーン）
＊女性名詞などで語末が ة（ター・マルブータ）になっている場合は結ばれたター（ة）を広げられたター（ت）に変えた上で「-tāni（-ターニ）」とする。
属格・対格
ـَيْنِ
非休止形発音：-ayni（実際の発音は-aini）（-アイニ）
休止形発音：-ayn（実際の発音は-ain）（-アイン）
口語発音(1)：-eyn（実際の発音は-ein）（-エイン）
口語発音(2)：-ēn（-エーン）
＊女性名詞などで語末が ة（ター・マルブータ）になっている場合は結ばれたター（ة）を広げられたター（ت）に変えた上で「-tayni（-taini）（-タイニ）」とする。

## 双数形を持つ言語の一覧
- アフロアジア語族
  - エジプト語(コプト語含む)
  - セム語族
    - アッカド語 (アッシリア方言とバビロニア方言)
    - 聖書ヘブライ語
    - 古典アラビア語
      - ガルフ方言（名詞）
      - レヴァント方言
      - マルタ語

    - サバ語
    - ウガリット語
- オーストロネシア語
  - タガログ語
  - セブアノ語
  - イロカノ語
  - ポリネシア諸語
    - マオリ語(代名詞のみ)
    - サモア語(代名詞のみ)
    - トンガ語(代名詞のみ)
    - タヒチ語(代名詞のみ)
    - ハワイ語(代名詞のみ)

  - チャモロ語(動詞)
- 印欧語族
  - アヴェスター語
  - 古典ギリシア語
  - ゲルマン語族(一人称と二人称の代名詞及び動詞活用形のみ)
    - 北フリジア語 (いくつかの方言の代名詞にのみ)
    - ゴート語族
    - 古英語(代名詞のみ)
    - 古ノルド語(代名詞のみ)

  - 島嶼ケルト語
    - 古アイルランド語
    - アイルランド語
    - スコットランドゲール語

  - 古教会スラブ語
  - 古西スラブ語
  - サンスクリット
  - スロヴェニア語
  - チャ方言
  - ソルブ語
    - 低地ソルブ語
    - 高地ソルブ語
- パマニュンガン諸語
  - Woiwurrung–Taungurung
  - Yidiny
  - Barngarla
- ウラル語族
  - カンティ語
  - マンスィー語
  - ネネツ語
  - サーミ語族
- その他の自然言語
  - アメリカ手話
  - ドグリブ語 (一人称のみ)
  - ホピ語
  - モン語
  - イヌイット語
  - カムティ語
  - コエ語(Khoe)
  - コモ語Komo
  - クナマ語
  - ロカタ語
  - マプズングン語(
  - メラネシアピジン
  - ミクマク語
  - ナンダ語
  - サンタリ語
  - トンカワ語
  - シャヴァンテ語
  - ヤーガン語
- 人工言語
  - クウェンヤ(J.R.Rトールキンによって作られた言語)

## 文法化の経路
双数標識はしばしば「二」を表す数詞から文法化することが知られている。
- サモア語
  - lua「二」 > -lua/- ́ua (人称代名詞の双数標識)